# Першотравенська міська територіальна громада
Першотравенська міська територіальна громада — територіальна громада в Україні, в Синельниківському районі Дніпропетровської області. Адміністративний центр — місто Шахтарське.

## Загальна інформація
Площа території — 2,9 км², населення громади — 27 892 особи (2020).

## Населені пункти
У складі громади одне місто — Шахтарське.

## Історія
Утворена у 2020 році, відповідно до розпорядження Кабінету Міністрів України № 709-р від 12 червня 2020 року «Про визначення адміністративних центрів та затвердження територій територіальних громад Дніпропетровської області», з територією та населеними пунктами Першотравенської міської ради Дніпропетровської області у складі.